# 요시오카 히데키
요시오카 히데키(일본어: 吉岡 秀樹, 1972년 6월 6일 ~ )는 일본의 전 축구 선수이다.

## 구단 경력
1991년 일본 사커 리그의 전일본공수(요코하마 플뤼겔스)에 입단했다. 1995년까지 13경기에 출전하여, 1득점을 넣었다. 1996년 감바 오사카로 이적했다. 1996년후 현역 은퇴.